# She wolf (Falling to pieces)
She wolf (Falling to pieces) is een nummer geschreven en geproduceerd door de Franse dj David Guetta. Het is zowel door Guetta als door de Nederlandse zangeres  Floortje Smit als single uitgebracht.

## David Guetta & Sia
She wolf (Falling to pieces) is een single van de Franse dj David Guetta en de Australische Sia Furler. In de Nederlandse Single Top 100 haalde de single de zesde plaats, in de Nederlandse Top 40 de elfde plaats en in de Vlaamse Ultratop 50 de zevende plaats.

### Hitnoteringen

#### Nederlandse Top 40
| Hitnotering: 25-08-2012 t/m 02-02-2013 | Hitnotering: 25-08-2012 t/m 02-02-2013 | Hitnotering: 25-08-2012 t/m 02-02-2013 | Hitnotering: 25-08-2012 t/m 02-02-2013 | Hitnotering: 25-08-2012 t/m 02-02-2013 | Hitnotering: 25-08-2012 t/m 02-02-2013 | Hitnotering: 25-08-2012 t/m 02-02-2013 | Hitnotering: 25-08-2012 t/m 02-02-2013 | Hitnotering: 25-08-2012 t/m 02-02-2013 | Hitnotering: 25-08-2012 t/m 02-02-2013 | Hitnotering: 25-08-2012 t/m 02-02-2013 | Hitnotering: 25-08-2012 t/m 02-02-2013 | Hitnotering: 25-08-2012 t/m 02-02-2013 | Hitnotering: 25-08-2012 t/m 02-02-2013 |
| Week:                                  | 1                                      | 2                                      | 3                                      | 4                                      | 5                                      | 6                                      | 7                                      | 8                                      | 9                                      | 10                                     | 11                                     | 12                                     |                                        |
| -------------------------------------- | -------------------------------------- | -------------------------------------- | -------------------------------------- | -------------------------------------- | -------------------------------------- | -------------------------------------- | -------------------------------------- | -------------------------------------- | -------------------------------------- | -------------------------------------- | -------------------------------------- | -------------------------------------- | -------------------------------------- |
| Positie:                               | 37                                     | 26                                     | 14                                     | 11                                     | 11                                     | 12                                     | 15                                     | 18                                     | 18                                     | 14                                     | 13                                     | 14                                     |                                        |
| Week:                                  | 13                                     | 14                                     | 15                                     | 16                                     | 17                                     | 18                                     | 19                                     | 20                                     | 21                                     | 22                                     | 23                                     |                                        |                                        |
| Positie:                               | 13                                     | 11                                     | 12                                     | 14                                     | 14                                     | 19                                     | 19                                     | 19                                     | 27                                     | 30                                     | 40                                     | uit                                    |                                        |

#### NederlandseSingle Top 100
| Hitnotering: 25-08-2012 t/m | Hitnotering: 25-08-2012 t/m | Hitnotering: 25-08-2012 t/m | Hitnotering: 25-08-2012 t/m | Hitnotering: 25-08-2012 t/m | Hitnotering: 25-08-2012 t/m | Hitnotering: 25-08-2012 t/m | Hitnotering: 25-08-2012 t/m | Hitnotering: 25-08-2012 t/m | Hitnotering: 25-08-2012 t/m | Hitnotering: 25-08-2012 t/m | Hitnotering: 25-08-2012 t/m | Hitnotering: 25-08-2012 t/m | Hitnotering: 25-08-2012 t/m | Hitnotering: 25-08-2012 t/m | Hitnotering: 25-08-2012 t/m | Hitnotering: 25-08-2012 t/m | Hitnotering: 25-08-2012 t/m | Hitnotering: 25-08-2012 t/m | Hitnotering: 25-08-2012 t/m | Hitnotering: 25-08-2012 t/m |
| Week:                       | 1                           | 2                           | 3                           | 4                           | 5                           | 6                           | 7                           | 8                           | 9                           | 10                          | 11                          | 12                          | 13                          | 14                          | 15                          | 16                          | 17                          | 18                          | 19                          | 20                          |
| --------------------------- | --------------------------- | --------------------------- | --------------------------- | --------------------------- | --------------------------- | --------------------------- | --------------------------- | --------------------------- | --------------------------- | --------------------------- | --------------------------- | --------------------------- | --------------------------- | --------------------------- | --------------------------- | --------------------------- | --------------------------- | --------------------------- | --------------------------- | --------------------------- |
| Positie:                    | 35                          | 6                           | 13                          | 14                          | 21                          | 21                          | 18                          | 19                          | 14                          | 14                          | 13                          | 14                          | 18                          | 26                          | 16                          | 19                          | 33                          | 38                          | 27                          | 27                          |
| Week:                       | 21                          | 22                          | 23                          | 24                          | 25                          | 26                          | 27                          | 28                          | 29                          | 30                          | 31                          | 32                          | 33                          | 34                          | 35                          | 36                          | 37                          | 38                          | 39                          | 40                          |
| Positie:                    | 29                          | 38                          | 49                          | 44                          | 54                          | 78                          | 93                          |                             |                             |                             |                             |                             |                             |                             |                             |                             |                             |                             |                             |                             |

#### Vlaamse Ultratop 50
| Hitnotering: 01-09-2012 t/m 02-02-2013 | Hitnotering: 01-09-2012 t/m 02-02-2013 | Hitnotering: 01-09-2012 t/m 02-02-2013 | Hitnotering: 01-09-2012 t/m 02-02-2013 | Hitnotering: 01-09-2012 t/m 02-02-2013 | Hitnotering: 01-09-2012 t/m 02-02-2013 | Hitnotering: 01-09-2012 t/m 02-02-2013 | Hitnotering: 01-09-2012 t/m 02-02-2013 | Hitnotering: 01-09-2012 t/m 02-02-2013 | Hitnotering: 01-09-2012 t/m 02-02-2013 | Hitnotering: 01-09-2012 t/m 02-02-2013 | Hitnotering: 01-09-2012 t/m 02-02-2013 | Hitnotering: 01-09-2012 t/m 02-02-2013 | Hitnotering: 01-09-2012 t/m 02-02-2013 |
| Week:                                  | 1                                      | 2                                      | 3                                      | 4                                      | 5                                      | 6                                      | 7                                      | 8                                      | 9                                      | 10                                     | 11                                     | 12                                     |                                        |
| -------------------------------------- | -------------------------------------- | -------------------------------------- | -------------------------------------- | -------------------------------------- | -------------------------------------- | -------------------------------------- | -------------------------------------- | -------------------------------------- | -------------------------------------- | -------------------------------------- | -------------------------------------- | -------------------------------------- | -------------------------------------- |
| Positie:                               | 21                                     | 16                                     | 12                                     | 13                                     | 14                                     | 17                                     | 14                                     | 9                                      | 8                                      | 8                                      | 7                                      | 8                                      |                                        |
| Week:                                  | 13                                     | 14                                     | 15                                     | 16                                     | 17                                     | 18                                     | 19                                     | 20                                     | 21                                     | 22                                     | 23                                     |                                        |                                        |
| Positie:                               | 9                                      | 16                                     | 20                                     | 21                                     | 18                                     | 18                                     | 16                                     | 13                                     | 21                                     | 36                                     | 49                                     | uit                                    |                                        |

## Floortje Smit
In de derde liveshow van het derde seizoen van The voice of Holland zong Floortje Smit op 23 november 2012 haar versie van het nummer She wolf. Het nummer was na de uitzending gelijk verkrijgbaar als muziekdownload en kwam een week later op nummer 33 binnen in de Nederlandse Single Top 100.

### Hitnotering

#### NederlandseSingle Top 100
| Hitnotering: 01-12-2012 t/m | Hitnotering: 01-12-2012 t/m | Hitnotering: 01-12-2012 t/m | Hitnotering: 01-12-2012 t/m | Hitnotering: 01-12-2012 t/m | Hitnotering: 01-12-2012 t/m | Hitnotering: 01-12-2012 t/m | Hitnotering: 01-12-2012 t/m | Hitnotering: 01-12-2012 t/m | Hitnotering: 01-12-2012 t/m | Hitnotering: 01-12-2012 t/m | Hitnotering: 01-12-2012 t/m | Hitnotering: 01-12-2012 t/m | Hitnotering: 01-12-2012 t/m | Hitnotering: 01-12-2012 t/m | Hitnotering: 01-12-2012 t/m | Hitnotering: 01-12-2012 t/m | Hitnotering: 01-12-2012 t/m | Hitnotering: 01-12-2012 t/m | Hitnotering: 01-12-2012 t/m | Hitnotering: 01-12-2012 t/m |
| Week:                       | 1                           | 2                           | 3                           | 4                           | 5                           | 6                           | 7                           | 8                           | 9                           | 10                          | 11                          | 12                          | 13                          | 14                          | 15                          | 16                          | 17                          | 18                          | 19                          | 20                          |
| --------------------------- | --------------------------- | --------------------------- | --------------------------- | --------------------------- | --------------------------- | --------------------------- | --------------------------- | --------------------------- | --------------------------- | --------------------------- | --------------------------- | --------------------------- | --------------------------- | --------------------------- | --------------------------- | --------------------------- | --------------------------- | --------------------------- | --------------------------- | --------------------------- |
| Positie:                    | 33                          | 97                          |                             |                             |                             |                             |                             |                             |                             |                             |                             |                             |                             |                             |                             |                             |                             |                             |                             |                             |